# Newcastle (Waszyngton)
Newcastle – miasto w Stanach Zjednoczonych, w stanie Waszyngton, w hrabstwie King.